# Sakhnin
Sakhnin (en hébreu : סַחְ'נִין, en arabe : سخنين) est une ville d'Israël.

## Histoire

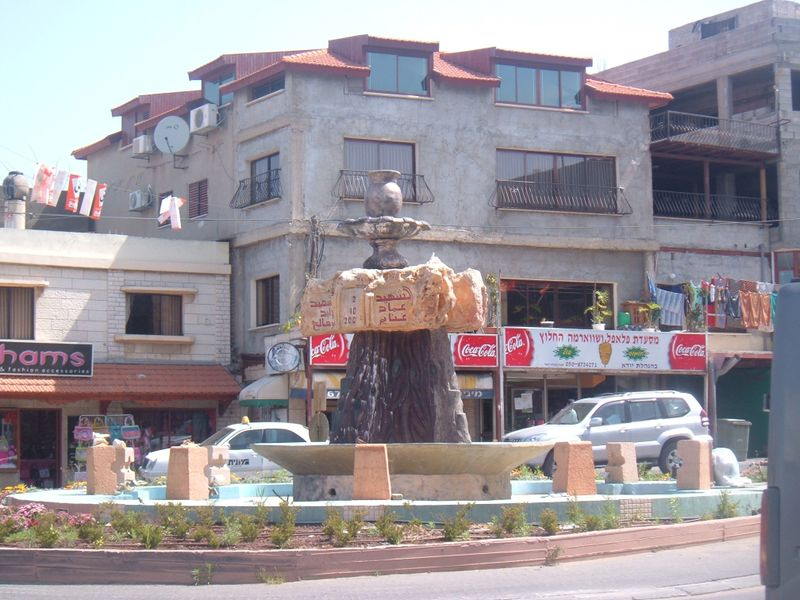
Le centre de Sakhnin 2010.

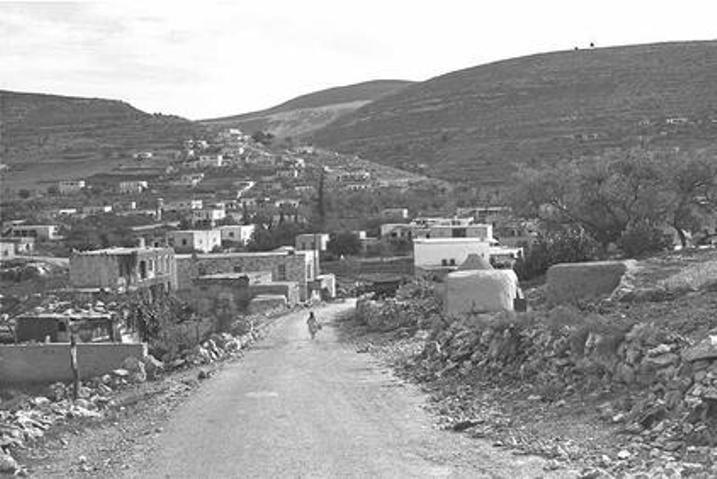
Sakhnin en 1940.

Le nom de Sakhnin remonte en 1479 avant notre ère par Thoutmosis II, dans l'Égypte ancienne, c'était un centre de production de teinture. Sargon II fait aussi mention de cette commune.
Elle est ville fortifiée en 66 avant notre ère.
Connu sous le nom Sikhnin ou Sikhni, qui signifie « maison des ouvriers » en araméen, et Sukhsikha, qui signifie « produit pétrolier » en hébreu. La ville continue à prospérer durant la période de la conquête romaine.
Annexé au califat omeyyade après la bataille de Yarmouk, il devient aux croisés un brève moment jusqu'à la reprise par Saladin et la dynastie ayyoubide la suite de la bataille de Hattin et est resté aux mains des musulmans sous les Mamelouks, Dhaher al-Omar, et les Ottomans, jusqu'à ce que la Syrie ottomane a été occupée par l'Empire britannique après la Première Guerre mondiale.
En 1596, Sakhnin est inscrit dans le enregistre foncier ottoman, il avait une population de 66 ménages musulmans et huit célibataires. La commune a payé des impôts sur le blé, l'orge, les olives, le coton, et un moulin à eau. 
Dans la fin des années 1870, la commune était un grand village de pierre et de boue, au milieu des belles oliveraies, avec une petite mosquée. L'approvisionnement en eau provient d'un grand bassin d'environ un demi mile au sud-est. Les habitants sont musulmans et chrétiens.
Au moment du recensement de 1931, il y avait 400 maisons et une population de 1688 musulmans et 202 chrétiens.
En 1948, durant la guerre israélo-arabe, Sakhnin s'est rendu aux forces israéliennes le 18 juillet 1948, lors de l'opération Dekel, mais a été reprise par les forces arabes peu de temps après. Elle est finalement tombée sans combat entre les mains israéliennes en octobre 1948. En 1976, elle est devenue le site des premières marches des Journées de la Terre, au cours duquel six Arabes israéliens ont été tués par les forces israéliennes lors de violentes manifestations contre la confiscation par le gouvernement de 5 000 acres (20 km2) de terres arabes près de Sakhnin. En 1976, trois autres civils ont été tués lors d'affrontements avec la police,.

## Géographie
Sakhnin est construite sur trois collines et est situé dans une vallée entourée de montagnes, la plus élevée étant d'une hauteur de 602 mètres. Son paysage rural est presque entièrement recouvert d'oliviers, de figuiers, de bosquets et d'arbustes ainsi que d'origan et de sésame.

## Démographie
Sa population de 25 100 habitants est arabe, majoritairement musulmane avec une minorité non négligeable chrétienne. Il est situé sur le site de l'ancienne ville juive Sikhnin, qui a prospéré pendant la conquête romaine (IIe siècle de notre ère). Sakhnin est le foyer de la plus grande population de musulmans soufis en Israël, avec environ 80 membres.